# 2015年のブラジル
2015年のブラジル （2015ねんのブラジル）では、2015年のブラジルに関する出来事について記述する。

## できごと

### 3月
- 3月15日 - 首都ブラジリアやサンパウロなどでジルマ・ルセフ大統領の退陣を求める大規模デモ。サンパウロだけで100万人超が参加。長引く景気の低迷や汚職問題に抗議[1][2]。

### 4月
- 4月12日 - 全国の主要都市でジルマ・ルセフ大統領の弾劾を求める大規模デモ。サンパウロだけで27万5千人が参加。与党政治家をめぐる汚職問題等に抗議[3]。

### 8月
- 8月16日 - 全国各地でジルマ・ルセフ大統領の弾劾を求める大規模デモ。報道によれば全国で約88万人が参加。長引く景気の低迷や汚職問題が背景[4]。

### 11月
- 11月5日 - ベント・ロドリゲスダム決壊事故（英語版）。ミナスジェライス州にある鉱滓ダムが決壊し、下流域にあるベント・ロドリゲス地区が濁流により埋没。死者17人、行方不明者2人、負傷者16人。その後、有毒物質を含有した泥流は大西洋に到達、環境への影響が懸念された。

### 12月
- 12月13日 - 全国各地でジルマ・ルセフ大統領の弾劾を求める大規模デモ。参加者の規模はこれまでの全国デモ（3月15日、4月12日、8月16日に実施）より小さく、サンパウロで4万人程度が参加。長引く景気の低迷や国営企業が絡む汚職問題に抗議[5]。